# ناتالی کووانکو
ناتالی کووانکو (انگلیسی: Nathalie Kovanko؛ ۱۳ سپتامبر ۱۸۹۹ – ۲۳ مهٔ ۱۹۶۷) بازیگر اهل امپراتوری روسیه بود.